# Xã Perry, Quận Cavalier, Bắc Dakota
Xã Perry (tiếng Anh: Perry Township) là một xã thuộc quận Cavalier, tiểu bang Bắc Dakota, Hoa Kỳ. Năm 2010, dân số của xã này là 45 người.